# Baixada Fluminense

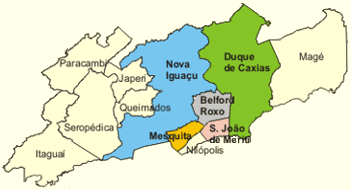
Karte der Baixada Fluminense

Die Baixada Fluminense ist eine dicht besiedelte Region im brasilianischen Bundesstaat Rio de Janeiro, die nördlich an die Stadt Rio de Janeiro angrenzt. Dort leben etwa 3 Millionen Menschen, was die Region zur zweit-bevölkerungsreichsten im Bundesstaat macht.
Zur Baixada zählen die Gemeinden Duque de Caxias, Nova Iguaçu, São João de Meriti, Nilópolis, Belford Roxo, Japeri, Queimados und Mesquita. Manchmal werden auch die östlich von Rio de Janeiro liegenden Munizipien Magé und Guapimirim sowie die westlich und nordwestlich gelegenen Paracambi, Seropédica und Itaguaí dazugezählt.
Im früheren 20. Jahrhundert und insbesondere in der zweiten Hälfte landeten in der Baixada viele Einwanderer aus anderen Landesteilen in der Hoffnung auf Wohlstand in Rio de Janeiro. Das führte zu einer Bevölkerungsexplosion.
Bis heute ist die Region berüchtigt für eine hohe Kriminalitätsrate, Armut, mangelhafte Infrastruktur und soziale Probleme.
Koordinaten: 22° 46′ S, 43° 27′ W